# Andi (série télévisée)
Pour les articles homonymes, voir Andi (homonymie).
Andi (Andi Mack) est une série télévisée américaine créée par Terri Minsky (en) et diffusée entre le 7 avril 2017 et le 26 juillet 2019 sur Disney Channel.
En France, elle a été diffusée en avant-première le 17 octobre 2017 sur Disney Channel France puis entre le 5 mars 2018,, et le 22 septembre 2019. Au Québec, elle est diffusée à partir du 4 mai 2018 sous son titre original sur La Chaîne Disney. Quelques épisodes des deux premières saisons de la série sont disponibles sur la plateforme Disney+ depuis son lancement.

## Synopsis
Andi (Peyton Elizabeth Lee) s'apprête à fêter son treizième anniversaire, lorsque sa grande sœur Rebecca dite « Bex » (Lilan Bowden) revient à la maison avec un lourd secret de famille. Andi découvre les joies de l'adolescence avec l'aide de sa famille et de ses amis Cyrus (Joshua Rush) et Buffy (Sofia Wylie) et apprend à vivre sa nouvelle vie après la révélation de ce secret, et va découvrir son amour pour un camarade de classe : Jonah Beck (Asher Angel).

## Distribution
| Acteurs              | Personnages                      | Doublages                                | Saison                 | Saison                 | Saison                 |
| Acteurs              | Personnages                      | Doublages                                | 1                      | 2                      | 3                      |
| -------------------- | -------------------------------- | ---------------------------------------- | ---------------------- | ---------------------- | ---------------------- |
| Peyton Elizabeth Lee | Andrea « Andi » Mack             | Marielle Ostrowski                       | Principale             | Principale             | Principale             |
| Joshua Rush          | Cyrus Goodman                    | Circé Lethem Tim Belasri (S3)            | Principal              | Principal              | Principal              |
| Sofia Wylie          | Buffy Duscoll                    | Ludivine Deworst                         | Principale             | Principale             | Principale             |
| Asher Angel          | Jonah Beck                       | David Scarpuzza                          | Principal              | Principal              | Principal              |
| Lilian Bowden        | Rebecca « Bex » Mack             | Séverine Cayron                          | Principale             | Principale             | Principale             |
| Lauren Tom           | Celia « Cece » Mack              | Stéphane Excoffier Jacqueline Ghaye (S3) | Principale             | Principale             | Principale             |
| Trent Garret         | Steven « Bowie » Quinn           | Nicolas Mattys                           | Participation spéciale | Participation spéciale | Principal              |
| Emily Skinner        | Ambre                            | Audrey d'Hulstère                        | Secondaire             | Secondaire             | Participation spéciale |
| Luke Mullen          | Thelonious Jagger « T.J » Kippen | NC                                       |                        | Participation spéciale | Participation spéciale |
| Garren Stitt         | Marty                            | Thibault Delmotte                        | Important              | Important              | Important              |
| Stoney Westmoreland  | Hery Andrew « Ham » Mack         | Michel Hinderyckx                        | Important              | Important              | Important              |
| Chelsea T. Zhang     | Brittany                         | NC                                       | Importante             | Importante             | Importante             |
| Oliver Vaquer        | Mr. Metcalf                      | NC                                       | Invité                 | Invité                 | Invité                 |
| Anson Bagley         | Gus                              | NC                                       | Invité                 | Invité                 | Invité                 |
| Molly Jackson        | Iris                             | NC                                       | Importante             | Importante             |                        |
| Darius Marcell       | Walker Brodsky                   | NC                                       |                        | Important              | Participation spéciale |
| Eden Grace Redfield  | Morgan Patrick                   | NC                                       |                        | Invitée                | Invitée                |
| Shelby Simmons       | Natalie                          | NC                                       |                        | Invitée                | Invitée                |
| Millicent Simmonds   | Libby                            | NC                                       |                        |                        | Invitée                |
| Parker Queenan       | Reed                             | NC                                       |                        |                        | Invité                 |
| Chloe Hurst          | Miranda Patrick                  | NC                                       |                        | Secondaire             | Secondaire             |
| Raquel Justice       | Kira                             | NC                                       |                        |                        | Importante             |
| Colleen Camp         | Cookie Quinn                     | NC                                       |                        |                        | Importante             |

- Version française
  - Société de doublage : Dubbing Brothers Belgique
  - Direction artistique : Fanny Roy (saison 1) & Carole Baillien (saisons 2 et 3)
  - Adaptation : Cyrielle Roussy & Carole Tischker (saisons 1, 2 et 3)

## Personnages

### Personnages principaux
Andi Mack
Andi est une jeune fille de 13 ans au début de la série et elle étudie à l'école Jefferson. Elle est une personne gentille, créative et artistique, et c'est le personnage principal de la série. Elle est capable de faire des bracelets avec tout et n'importe quoi. Elle est également capable de faire de l'art des objets que lui offre sa sœur Bex. Andi apparaît souvent aussi comme étant maladroite avec les relations amoureuses. Elle se sent bien dans sa peau, est curieuse et cherche toujours à en apprendre plus. Elle est naïve au début de la série mais prend confiance en elle au fil de la série, en osant défier Ambre par exemple. Au début de la série elle pense être la fille de Celia Mack et Ham Mack, et pense par conséquent que Bex est sa sœur. Mais dans le premier épisode de la série, elle apprend qu'elle est en réalité la fille de Bex et que Celia et Ham sont donc ses grands-parents. Elle est amoureuse de Jonah Beck depuis le premier épisode mais n'ose pas l'aborder, dans la saison 2 elle va finir par sortir avec lui, mais sera convoitée par Walker. Dans le premier épisode de la série on peut également apercevoir sur son bracelet de naissance qu'elle est née le 28 septembre 2003. Cependant concernant l'évolution de son personnage à travers le temps, on constate qu'elle serait en réalité née un an plus tard, le 28 septembre 2004, car dans la saison 2 (2017-2018) il n'est pas mentionné qu'elle a fêté ses 14 ans. Ses deux meilleurs amis sont Cyrus Goodman et Buffy Driscoll, ensemble ils forment « le clan des belles coiffures ». Dans la saison 2, elle développe des sentiments pour Walker au point de ne plus savoir qui elle préfère entre lui et Jonah, elle lui dira cependant qu'elle est en couple avec ce dernier, ce qui va stopper les sentiments de Walker à son égard. Mais lorsque sa meilleure amie Buffy sort avec lui dans la saison 3 elle va le vivre comme une trahison.
Cyrus Goodman
Cyrus est un jeune garçon de 13 ans au début de la série et il étudie à l'école Jefferson. Il est très encourageant envers ses amis, il est ouvert d'esprit, et donne aux autres le bénéfice du doute, comme on le voit avec T.J dans la saison 2. Cyrus n'apparaît pas comme le garçon le plus cool de son collège, mais il est fier de lui et bien dans sa peau. Il est le premier à avoir découvert la photo du bébé de Bex dans la boîte à souvenir au début de la série. Cyrus est également le premier personnage principal de Disney à faire partie de la communauté LGBTQ+ lorsqu'il dévoile à Buffy puis à Andi avoir des sentiments pour Jonah dans la saison 2, mais ce dernier ne le sait cependant pas, et ce trait du personnage n'est que très peu mentionné dans les épisodes actuellement diffusés. Enfin, nous apprenons dans la saison 2 qu'il est juif puisqu'il fête sa bar mitzvah dans le treizième épisode, nous pouvons donc en déduire qu'il est né en 2004 comme Andi mais nous savons cependant pas quand exactement. Il est l'instigateur du « clan des belles coiffures ». Dans la saison 3 il décide de faire son coming-out à sa famille, mais ne le fera dans un premier temps qu'à Jonah qui se montrera ouvert. De plus, au cours de la saison 2, il lie une amitié avec T.J et ce malgré l'aversion de Buffy envers cette idée. Et après être devenus de proches amis, ils finissent par se mettre en couple lors du dernier épisode de la série, faisant d'eux le premier couple LGBTQ+ de l'histoire de Disney.
Buffy Driscoll
Buffy est une jeune fille de 13 ans au début de la série et elle étudie à l'école Jefferson. Elle est forte, ouverte d'esprit et n'hésite pas à faire entendre sa voix quand elle le juge nécessaire. Elle est très encourageante envers ses amis qui n'hésitent pas à se confier à elle, elle est la première à avoir découvert que Cyrus avait des sentiments pour Jonah par exemple. Elle donne de bons conseils à ses amis lorsqu'ils font des erreurs comme quand elle a mis en garde Andi quand elle a fait un bracelet pour Jonah dans le premier épisode. Cependant elle est compétitrice dans tous les aspects de sa vie, en particulier dans le sport. Elle déteste perdre et fait donc tout pour gagner. Dans la saison 2 on apprend que sa mère est militaire, et va d'ailleurs devoir déménager à Phoenix à la fin de la saison 2. Elle est également amoureuse de Marty depuis leur rencontre mais va l'avouer que quelque temps avant son déménagement. Enfin elle est très protectrice envers ses amis qu'elle met d'ailleurs souvent en garde en ce qui concerne Ambre qu'elle appelle le Serpion (contraction de serpent et scorpion). Dans la saison 3 on apprend qu'elle est amoureuse de Walker, avec qui elle va sortir.
Jonah Beck
Jonah est un jeune garçon de 13 ans au début de la série et il étudie à l'école Jefferson. Il est populaire, athlétique, et il essaye d'encourager Andi à faire de l'ultimate avec lui dans l'équipe du collège. Il est très encourageant envers Andi lorsqu'il apprend son secret, même quand sa petite copine Ambre leur manque de respect. Dans toute la première saison il sort avec Ambre, qui est au lycée, ce qui va déstabiliser Andi qui est amoureuse de lui. Il va rompre avec elle dans le dernier épisode de la première saison avant de dire à Andi dans le premier épisode de la seconde saison qu'il est amoureux d'elle. Jonah est amical et sociable, sans doute grâce à son attitude positive, et il a beaucoup d'amis, aussi bien garçons que filles, ce qui rend jalouse Andi. Nous apprenons également dans la saison 2 qu'il est sujet à des crises de paniques assez récurrentes. Enfin il aime la musique, et apprend à jouer à la guitare avec Bowie dans la saison 2. Buffy le considère comme un gars qui joue avec les filles. Il ne sait pas que Cyrus est amoureux de lui au début de la saison 2, mais apprend qu'il est gay dans le huitième épisode de la saison 3.
Rebecca « Bex » Mack
Bex est une femme ayant la trentaine et est la mère d'Andi. Elle a une passion pour l'aventure et a fait le tour du monde, elle est fêtarde et aime prendre du bon temps, elle est très amicale envers les amis d'Andi qui n'hésitent pas à lui demander de l'aide quand ils en ont besoin. Elle est indépendante et a un désir de liberté qui prime sur tout, en particulier sur sa mère. Elle est rebelle et a confiance en elle, elle aime enfreindre les règles de sa mère stricte : Celia. Elle avait étudié à l'école Jefferson lorsqu'elle avait l'âge d'Andi et est réputée pour ses nombreux écarts au règlement. Elle a eu Andi lorsqu'elle n'était encore qu'une adolescente et l'a abandonnée et laissée à Celia et Ham pour lui assurer un meilleur avenir. Au-delà de son apparence rebelle, elle aime conserver de vieux objets et des photos dans sa boîte à souvenirs. Dans la saison 2 on découvre d'ailleurs qu'elle en fait une pour Andi, en conservant certains objets ayant une charge émotionnelle (comme le bracelet qu'elle a fait pour Jonah) afin qu'elle ait elle aussi sa boîte à souvenirs plus tard. Elle a eu Andi avec Bowie, son amour d'enfance, qu'elle va retrouver dans la saison 1. Elle est encore amoureuse de lui mais ne souhaite pas se remettre avec car elle n'a pas confiance en lui, elle va d'ailleurs aller jusqu'à refuser sa demande en mariage dans le premier épisode de la saison 2. Enfin, elle peut se montrer jalouse en ce qui concerne Bowie comme lorsqu'elle apprend qu'il est en couple avec une certaine Miranda au cours de la saison 2. Dans le dernier épisode de la saison 2, c'est elle qui va vouloir demander Bowie en mariage, après avoir éconduite sa demande précédemment.
Celia Mack
Celia est une femme ayant la cinquantaine et est la mère de Bex, et donc la grand-mère d'Andi. Elle est stricte et surprotectrice envers Andi. Elle est consternée par l'attitude de Bex, ce qui est réciproque. Lorsque cette dernière a eu Andi en étant encore adolescente, elle a décidé de l'élever comme sa propre fille, ce qui énerve Bex et va l'encourager à partir. Elle était cependant désemparée lorsque Bex a abandonné Andi. Elle a donc développé une relation forte avec Andi. Les choses changent pourtant le jour du treizième anniversaire de cette dernière, lorsqu'elle apprend que Bex est sa mère et donc Celia sa grand-mère. Celia refuse qu'Andi l'appelle ainsi et demande à ce qu'elle l'appelle CeCe (prononcé "Cécé" en VF) pour éviter de se faire appeler grand-mère. Au fil du temps elle commence à développer une relation de plus en plus proche avec sa fille Bex.
Bowie Quinn (depuis la saison 3, récurrent saisons 1 et 2)
Bowie est un homme tranquille et simple, il est le père d'Andi et le fiancé de Bowie. Il n'a pas tendance à réagir de manière excessive car il ne s'énerve pas contre Bex lorsqu'elle lui apprend l'existence de sa fille treize ans après sa naissance. Il est imprévisible et libre comme Bex, il est également musicien et va apprendre à Jonah à canaliser ses crises d'angoisse en lui montrant comment jouer de la guitare dans la saison 2. Il aime vivre l'instant présent et aime croire que la nature est guidée par l'univers et que le destin à une part importante dans la vie. Dans la saison 1, il découvre qu'Andi est sa fille et essaye de rattraper le temps perdu en 13 ans avec elle, il part ensuite en tournée mais revient vite, et s'installe définitivement à Shadyside afin d'être plus proche de sa fille. Dans le premier épisode de la saison 2 il fait sa demande en mariage à Bex, demande qu'elle va refuser par la suite. Il sort ensuite avec une prénommée Miranda qui a une fille appelée Morgan. Cette relation va légèrement l'éloigner de sa fille et surtout de Bex, ce pourquoi il va finir par rompre.

### Personnages secondaires
Henry Andrew « Ham » Mack (saisons 1, 2 et 3)
Ham est un homme ayant la cinquantaine et est le père de Bex, et donc le grand-père d'Andi. Il est beaucoup plus souple que sa femme qu'il laisse souvent tout diriger. Il est comme un médiateur entre Bex et Celia quand leur relation est électrique. Lorsque Bex a quitté la maison en laissant Andi, il n'a rien fait pour l'empêcher de tout laisser derrière elle. Il était heureux de voir revenir sa fille le jour du 13e anniversaire d'Andi. Contrairement à Celia, il ne prend pas mal le fait d'être considéré comme le grand-père d'Andi, mais préfère qu'on l'appelle Pops (prononcé "Pap's" en VF) par Andi. Depuis le retour de sa fille Bex à la maison, il tente de calmer les tensions qu'elle a avec Celia. Dans la saison 2 nous apprenons que son rêve est de voyager dans le monde, rêve qu'il va par la suite réaliser.
Ambre
Ambre est la première petite amie de Jonah dans la saison 1, elle a un an de plus que tous les autres car on apprend dans le premier épisode de la première saison qu'elle est au lycée. Ambre est mal dans sa peau et est prête à tout pour paraitre en harmonie avec elle-même. Pour donner l'impression qu'elle est populaire, elle veut avoir un petit ami à tout prix, même si cela implique de sortir avec un collégien. Ambre est méchante parce qu'elle ferait tout pour affaiblir quiconque, qui selon elle, constituerait une menace. Par exemple, elle se sent menacée lorsque Jonah Beck commence à sortir avec Andi, ce qui la rend méchante envers cette dernière, mais aussi ses amis et Bex. Ambre peut se montrer manipulatrice comme on le voit dans sa relation avec Jonah dans la première saison. Dans la seconde saison, elle essaye de montrer à Andi et ses amis qu'elle a changé et qu'elle est devenue gentille. Elle montre pour la première fois ses émotions quand elle révèle à Jonah que son père a perdu son emploi. Depuis la saison 2 elle travaille dans le petit restaurant dans lequel Andi et ses amis passent tout leur temps.
Brittany
Brittany se comporte comme une adolescente rebelle stéréotypée, ce qui rend la situation difficile entre elle et Bex dont elle est la patronne lorsqu'elle arrive dans le magasin The Fringe. Elle pense que son propriétaire est trop dramatique, et possède un tatouage "DOWN 2 EARTH" (traduction : "Redescend sur Terre") pour rappeler qu'elle n'aime pas le drame. Elle a été gardée par Bex lorsqu'elle était enfant, cette dernière dit d'ailleurs ne pas s'être attendue à ce qu'elle devienne "si intéressante" ce à quoi la jeune fille répond que c'est la réaction de beaucoup de personnes car on ne peut pas la ranger dans une case. Malgré sa compréhension visiblement limitée, elle semble toujours positive et gaie. Elle est surtout compréhensive et gentille envers Bex lorsqu'elle a besoin de temps libre pour s'occuper de sa famille.
Marty
Marty est très compétitif, tout comme Buffy. Il est drôle et spirituel et apprécie les bonnes conversations. Il est sportif et le garçon le plus rapide de l'école, ce qui va donner lieu à une perpétuelle compétition avec Buffy qui déteste perdre. Il rencontre cette dernière lors de la soirée organisée par Bex et Andi dans la première saison, puis se présente toujours comme étant "Marty from the party" (traduit "Marty le roi de la plaisanterie" en VF). Il possède un intérêt amoureux pour Buffy mais leur relation restera très formelle. Il ne sait pas que Buffy l'aime vraiment, car cette dernière ne l'a dit qu'à sa mère avant son déménagement dans la deuxième saison.
Iris (saisons 1 et 2)
Iris est une jeune fille gentille et douce, elle est toujours joyeuse, en particulier quand elle est avec ses amis et Cyrus. C'est une personne attentionnée comme elle le montre dans sa relation avec Cyrus au début de la saison 2. Cependant, c'est une amie d'Ambre et peut se montrer comme cette dernière comme quand elle a complètement arrêté de parler à Cyrus pendant un temps après leur premier rendez-vous. Elle est pourtant timide, et est mal à l'aise et nerveuse avec Andi et Buffy. Elle aime les dinosaures et les fêtes médiévales, intérêts qu'elle partage avec Cyrus.
Thelonious Jagger « T.J » Kippen (depuis la saison 2)
À ses débuts, T.J s'est montré méchant et impoli, en particulier avec Buffy lorsqu'elle arrive dans l'équipe de basketball dont il est le capitaine. Selon Marty, il ne prend même pas la peine d'apprendre les noms de ses coéquipiers. Buffy tente de lui faire entendre raison en lui demandant d'être plus gentil, ce à quoi il répond qu'il ne l'aime pas et qu'il aimerait bien la voir partir de l'équipe. Il est également très têtu, comme en témoigne la façon dont il refuse d'écouter Buffy lorsqu'elle essaye de lui donner des cours particuliers. Cependant, il s'adoucit au fil du temps et commence à devenir plus attentionné, en particulier avec Cyrus avec qui il est devenu ami malgré sa profonde rivalité avec Buffy. Ensemble ils se donnent beaucoup de surnoms comme "Not-So-Scary-Basketball-Guy", "Underdog" ou encore "Little Puppy" ce qui montre une amitié assez forte entre les deux. Il ira même jusqu'à s'excuser envers Buffy par amitié pour Cyrus. Dans le dernier épisode de la saison 2, on se rend compte qu'il est possible qu'il ait des sentiments pour Buffy ou Cyrus si on en suit la théorie d'Ambre introduite dans le dernier épisode de la saison 1 qui stipule que si la personne se retourne sur toi après s'être en-allée, c'est qu'elle éprouve des sentiments à ton égard, théorie qui s'est avérée véridique car Andi et Cyrus s'étaient retournée sur Jonah car ils l'aimaient tous les deux, ce que T.J a fait en partant après avoir discuté avec Buffy et Cyrus. Nous ne savons cependant pas pour qui il s'est retourné. Lors de la saison 3, alors que son amitié avec Cyrus grandit de jour en jour, il le laisse tomber pendant un temps pour sortir avec Kira, l'ennemie de Buffy. Cependant, dans les derniers épisodes de la série, il revient vers Cyrus avec qui il va former un couple dans l'épisode final.
Walker Brodsky (depuis la saison 2)
Walker est un artiste, il a été introduit dans le treizième épisode de la saison 2 lors de la bar mitzvah de Cyrus en tant que caricaturiste. Il dessine cependant tout types de dessins et œuvres d'art. Il semble doux, gentil et posé dans la manière dont il s'adresse à Andi et Bex. Il ne s'est d'ailleurs pas énervé lorsqu'Andi lui a dit que ses caricatures étaient nulles. Il a développé très rapidement des sentiments pour Andi, que cette dernière stoppe en lui disant qu'elle est en couple avec Jonah. Il lui offre cependant une paire de chaussures personnalisées qu'elle finira par porter, même si cela blesse Jonah, car au fond elle aime les deux. Dans la saison 3 c'est avec Buffy qu'il va finir par sortir, au grand désarroi d'Andi.

## Production
Le développement de la série a commencé en 2015, lorsque le président de Disney Channels Worldwide, Gary Marsh, réussit à convaincre Terri Minsky de créer une autre série pour Disney Channel, après Lizzie McGuire en 2001, malgré le fait qu'elle soit initialement réticente à cette idée. Elle aurait trouvé l'inspiration pour cette série dans un article sur Jack Nicholson racontant quand et comment il a découvert que la personne qu'il considérait comme sa sœur était en réalité sa mère.
Le tournage a commencé en septembre 2016 à Salt Lake City avant de se terminer en décembre 2016.
La série a été diffusée pour la première fois sur Disney Channel le 7 avril 2017, puis les deux premiers épisodes formant le film Tomorrow Starts Today ont été publiés sur tous les services de VOD et replay de la chaîne le 10 avril 2017. La première saison compte treize épisodes, mais seulement 12 ont été diffusés entre le 7 avril et le 23 juin 2017. La première partie du premier épisode de la saison 2 intitulé Qui veut de la pizza ? est le treizième épisode tourné en même temps que ceux de la première saison, mais qui a été diffusé comme le premier de la seconde. Par ailleurs sur iTunes, cet épisode est vendu comme faisant partie de la première saison de la série.
La série a été renouvelée pour une seconde saison le 25 mai 2017, diffusée pour la première fois le 27 octobre 2017 sur Disney Channel.
Le tournage de la seconde saison a commencé le 11 juillet 2017 à Salt Lake City avant de se terminer le 17 février 2018.
Une semaine avant la diffusion du premier épisode de la deuxième saison, le clip-vidéo de la chanson du générique interprétée par Sabrina Carpenter a été publiée.
Initialement, la deuxième saison devait compter 20 épisodes et donc finir sur l'épisode La capsule temporelle, mais en août 2017, à la suite d'incitations de la part des autorités gouvernementales de l'État de l'Utah, Disney Channel a commandé cinq autres épisodes pour cette saison 2.
Le 25 octobre 2017, TVLine révèle que dans cette seconde saison, Cyrus réalisera qu'il a des sentiments pour Jonah, faisant de lui le premier personnage homosexuel de l'histoire de Disney Channel, ainsi que l'un des premiers personnages bisexuels de l'histoire de Disney,.
Le 19 février 2018, Terry Minsky annonce dans l'émission Good Morning America (GMA) qu'une troisième saison sera produite. Le tournage devrait débuter courant 2018.
Le 13 novembre 2018, au travers de la diffusion d’une bande-annonce sur Disney Channel et les différents réseaux sociaux de la chaine et des acteurs de la série, il est annoncé que la prochaine thématique qui sera traitée sera la question des armes aux États-Unis. Les deux épisodes La tornade cookie et La nouvelle fille ont été diffusés avec un avertissement autour de cette thématique.
Le 15 décembre 2018, Stoney Westmoreland jouant le rôle de Ham ayant été arrêté pour des causes judiciaires, son personnage est retiré de la série depuis le huitième épisode de la saison 3, Dans la cours des grands. Toutes les scènes faisant intervenir l'acteur ont été supprimées au montage depuis cet épisode. Un épisode entier portant le code de production 318 a même été supprimé à la suite de ce départ .
La série a également une nouvelle fois marqué les esprits le 8 février 2019 lors de la diffusion de l'épisode Cérémonie d’adieu quand Cyrus a prononcé pour la première fois de l'histoire de Disney le mot « gay » lors de son coming-out à Jonah.
Le 24 avril 2019, Disney Channel a décidé de ne pas renouveler la série pour une quatrième saison,,. Les fans du monde entier se mobilisent cependant pour que la série soit renouvelée, les hashtags "#saveandimack" et "#renewandimack" suscitants de nombreuses réactions sur les différents réseaux sociaux comme Twitter ou Instagram. Ces derniers critiquent le fait que la série Camp Kikiwaka soit renouvelée alors qu'elle enregistre des audiences globalement similaires, alors qu'Andi ne l'est pas.
Le 26 juillet 2019, lors de la diffusion du dernier épisode de la série, T.J et Cyrus se sont tenu la main, sous-entendant dans l'univers de la série qu'ils se mettent en couple, faisant ainsi d'eux le premier couple LGBTQ+ de l'histoire de Disney Channel et par extension de l'histoire de Disney, et faisant de T.J le premier personnage ouvertement bisexuel de l'histoire de la chaîne. La créatrice de la série, Terri Minsky, a révélé lors d'une interview pour le magazine Paste qu'elle ne voulait pas que les deux personnages s'embrassent afin de conserver la crédibilité de ces derniers  dans l'histoire de la série. Enfin, dans cet épisode est reprise la chanson Born This Way de Lady Gaga, considérée comme un hymne à la tolérance et notamment un hymne à la communauté LGBTQ+.

## Épisodes
| Saison                           | Saison | Épisodes | États-Unis      | États-Unis      | France                           | France            |
| Saison                           | Saison | Épisodes | Début           | Fin             | Début                            | Fin               |
| -------------------------------- | ------ | -------- | --------------- | --------------- | -------------------------------- | ----------------- |
|                                  | 1      | 12       | 7 avril 2017    | 23 juin 2017    | 17 octobre 2017 (avant-première) | 22 mars 2018      |
| 5 mars 2018 (lancement officiel) | 1      | 12       | 7 avril 2017    | 23 juin 2017    |                                  | 22 mars 2018      |
|                                  | 2      | 25       | 27 octobre 2017 | 13 août 2018    | 26 mars 2018                     | 7 novembre 2018   |
|                                  | 3      | 20       | 8 octobre 2018  | 26 juillet 2019 | 23 mars 2019                     | 29 septembre 2019 |

### Saison 1 (2017)
La première saison est diffusée entre le 5 mars 2018 et le 22 mars 2018 sur Disney Channel France, avec une avant-première le 17 octobre 2017 pour le premier épisode. Elle contient 12 épisodes diffusés aux États-Unis entre le 7 avril et le 23 juin 2017 sur Disney Channel.
| №  | #  | Titre français                | Titre original         | Diffusions française             | Diffusions originale | Code prod. |
| -- | -- | ----------------------------- | ---------------------- | -------------------------------- | -------------------- | ---------- |
| 1  | 1  | Treize ans                    | 13                     | 17 octobre 2017 (Avant-première) | 7 avril 2017         | 101        |
| 1  | 1  | Treize ans                    | 13                     | 5 mars 2018                      | 7 avril 2017         | 101        |
| 2  | 2  | Un secret bien gardé          | Outside the Box        | 6 mars 2018                      | 7 avril 2017         | 102        |
| 3  | 3  | Braver l'interdit             | Shhh!                  | 7 mars 2018                      | 14 avril 2017        | 103        |
| 4  | 4  | Une fête d'enfer              | Dancing in the Dark    | 8 mars 2018                      | 21 avril 2017        | 104        |
| 5  | 5  | Jalousie                      | It's Not About You     | 12 mars 2018                     | 28 avril 2017        | 105        |
| 6  | 6  | Andi versus Ambre             | She Said, She Said     | 13 mars 2018                     | 5 mai 2017           | 106        |
| 7  | 7  | L'influence d'un père         | Dad Influence          | 14 mars 2018                     | 12 mai 2017          | 107        |
| 8  | 8  | Un père très embarrassant     | Terms of Embarrassment | 15 mars 2018                     | 19 mai 2017          | 108        |
| 9  | 9  | Telle mère, telle fille       | She's Turning Into You | 19 mars 2018                     | 2 juin 2017          | 109        |
| 10 | 10 | Nouvelle maison, nouvelle vie | Home Away From Home    | 20 mars 2018                     | 9 juin 2017          | 110        |
| 11 | 11 | Révolution                    | Were We Ever?          | 21 mars 2018                     | 16 juin 2017         | 111        |
| 12 | 12 | La meilleure des surprises    | Best Surprise Ever     | 22 mars 2018                     | 23 juin 2017         | 112        |

### Saison 2 (2017-2018)
La deuxième saison est diffusée entre le 26 mars 2018 et le 7 novembre sur Disney Channel France, directement à la suite de la première saison. Elle contient 25 épisodes et est diffusée entre le 27 octobre 2017 et le 13 août 2018 sur Disney Channel.
Le premier épisode de la saison intitulé Qui veut de la pizza ? a été coupé en deux parties afin d'avoir une diffusion quotidienne égale, contrairement aux États-Unis où le double épisode avait fait l'objet d'une soirée spéciale pour sa diffusion. Le treizième épisode de la saison intitulé Le grand jour, a été également coupé en deux parties pour la même raison. Ce sont les deux derniers épisodes diffusés sur Disney Channel France sur cette période.
La diffusion de la suite de la saison en France a débuté le 22 octobre 2018, du lundi au vendredi à 18 h 30.
| №  | #  | Titre français                     | Titre original                 | Diffusions française | Diffusions originale | Code prod. |
| -- | -- | ---------------------------------- | ------------------------------ | -------------------- | -------------------- | ---------- |
| 13 | 1  | Qui veut de la pizza ?             | Hey, Who Wants Pizza?          | 26 mars 2018         | 27 octobre 2017      | 113        |
| 14 | 1  | Qui veut de la pizza ?             | Hey, Who Wants Pizza?          | 27 mars 2018         | 27 octobre 2017      | 201        |
| 15 | 2  | Le nouvel an chinois               | Chinese New Year               | 28 mars 2018         | 3 novembre 2017      | 202        |
| 16 | 3  | Des amis en or                     | Friends Like These             | 29 mars 2018         | 10 novembre 2017     | 203        |
| 17 | 4  | Maman                              | Mama                           | 2 avril 2018         | 17 novembre 2017     | 204        |
| 18 | 5  | Le Serpion                         | The Snorpion                   | 3 avril 2018         | 24 novembre 2017     | 205        |
| 19 | 6  | Le bracelet de l'injustice         | I Wanna Hold Your Wristband    | 4 avril 2018         | 1er décembre 2017    | 206        |
| 20 | 7  | Tomber d'amour                     | Head Over Heels                | 5 avril 2018         | 15 janvier 2018      | 207        |
| 21 | 8  | Chantage affectif                  | There's a Mack in the Shack    | 9 avril 2018         | 19 janvier 2018      | 208        |
| 22 | 9  | Buffy et Cyrus, détectives         | You're the One That I Want     | 10 avril 2018        | 26 janvier 2018      | 209        |
| 23 | 10 | L'anniversaire surprise            | A Good Hair Day                | 11 avril 2018        | 2 février 2018       | 210        |
| 24 | 11 | Tourner la Page                    | Miniature Golf                 | 12 avril 2018        | 9 février 2018       | 211        |
| 25 | 12 | La désillusion                     | We Were Never                  | 16 avril 2018        | 16 février 2018      | 212        |
| 26 | 13 | Le grand jour                      | Cyrus' Bash-Mitzvah!           | 17 avril 2018        | 23 février 2018      | 213        |
| 27 | 13 | Le grand jour                      | Cyrus' Bash-Mitzvah!           | 18 avril 2018        | 23 février 2018      | 214        |
| 28 | 14 | Pour le meilleur et pour le pire   | Better to Have Wuvved and Wost | 22 octobre 2018      | 4 juin 2018          | 215        |
| 29 | 15 | Une journée de rêve                | Perfect Day 2.0                | 23 octobre 2018      | 11 juin 2018         | 216        |
| 30 | 16 | Vérité ou vérité                   | Truth or Truth                 | 24 octobre 2018      | 18 juin 2018         | 217        |
| 31 | 17 | Sur la touche                      | A Walker to Remember           | 25 octobre 2018      | 25 juin 2018         | 218        |
| 32 | 18 | Mère et fille contre mère et fille | Crime Scene: AndiShack!        | 26 octobre 2018      | 2 juillet 2018       | 219        |
| 33 | 19 | Le choix d'andi                    | Andi's Choice                  | 29 octobre 2018      | 9 juillet 2018       | 220        |
| 34 | 20 | La capsule temporelle              | For the Last Time              | 30 octobre 2018      | 16 juillet 2018      | 221        |
| 35 | 21 | Une amie indispensable             | Buffy in a Bottle              | 31 octobre 2018      | 23 juillet 2018      | 222        |
| 36 | 22 | Le retour de Buffy                 | Keep a Lid On It               | 1er novembre 2018    | 30 juillet 2018      | 223        |
| 37 | 23 | Acheté, perdu ou volé              | Bought, Lost or Stolen         | 2 novembre 2018      | 6 août 2018          | 224        |
| 38 | 24 | Inauguration du salon              | We're on Cloud Ten             | 6 novembre 2018      | 10 août 2018         | 225        |
| 39 | 25 | La cerise dans le gâteau           | The Cake That Takes the Cake   | 7 novembre 2018      | 13 août 2018         | 226        |

### Saison 3 (2018-2019)
Une troisième saison a été confirmée le 19 février 2018 durant une interview avec les acteurs de la série dans Good Morning America.
La diffusion de la saison en France a débuté le 23 mars 2019 et s'est terminée le 22 septembre 2019 sur Disney Channel France,. Elle contient 20 épisodes et est diffusée entre le 8 octobre 2018 et le 26 juillet 2019 sur Disney Channel États-Unis.
Aux États-Unis, les trois premiers épisodes de la saison ont été diffusés le lundi soir sur Disney Channel, mais à la suite d'une érosion des audiences, les épisodes sont décalés au vendredi soir depuis le 2 novembre 2018. Après treize épisodes, la série prend une pause et reprend le 21 juin 2019.
| №  | #  | Titre français            | Titre original               | Diffusions française | Diffusions originale | Code prod. |
| -- | -- | ------------------------- | ---------------------------- | -------------------- | -------------------- | ---------- |
| 40 | 1  | Le retour des garçons     | The Boys Are Back            | 29 septembre 2019    | 8 octobre 2018       | 301        |
| 41 | 2  | La fête de la lune        | Howling at the Moon Festival | 29 septembre 2019    | 15 octobre 2018      | 302        |
| 42 | 3  | Il y a un dilemme         | It's a Dilemma               | 23 mars 2019         | 22 octobre 2018      | 303        |
| 43 | 4  | Un toit pour trois        | Hole in the Wall             | 23 mars 2019         | 2 novembre 2018      | 304        |
| 44 | 5  | Sortir les rames          | That Syncing Feeling         | 30 mars 2019         | 9 novembre 2018      | 305        |
| 45 | 6  | La tornade cookie         | Cookie Monster               | 30 mars 2019         | 16 novembre 2018     | 306        |
| 46 | 7  | Solidarité féminine       | The New Girls                | 29 septembre 2019    | 30 novembre 2018     | 307        |
| 47 | 8  | Dans la cours des grands  | I Got Your Number            | 6 avril 2019         | 18 janvier 2019      | 308        |
| 48 | 9  | La société secrète        | Secret Society               | 6 avril 2019         | 25 janvier 2019      | 309        |
| 49 | 10 | La famille Quack          | The Quacks                   | 13 avril 2019        | 1er février 2019     | 310        |
| 50 | 11 | Cérémonie d’adieu         | One in a Minyan              | 13 avril 2019        | 8 février 2019       | 311        |
| 51 | 12 | Le retour de Miranda      | The Ex Factor                | 20 avril 2019        | 22 février 2019      | 312        |
| 52 | 13 | Journée déguisée          | Mount Rushmore or Less       | 20 avril 2019        | 1er mars 2019        | 313        |
| 53 | 14 | La cage de la rage        | Hammer Time                  | 1er septembre 2019   | 21 juin 2019         | 314        |
| 54 | 15 | Céder ou résister         | Unloading Zone               | 8 septembre 2019     | 21 juin 2019         | 315        |
| 55 | 16 | À bas les stéréotypes !   | One Girl's Trash             | 8 septembre 2019     | 28 juin 2019         | 316        |
| 56 | 17 | Arts et inhumanités       | Arts and Inhumanites         | 15 septembre 2019    | 5 juillet 2019       | 317        |
| 57 | 18 | Une confidence à faire    | Something to Talk A-Boot     | 15 septembre 2019    | 12 juillet 2019      | 319        |
| 58 | 19 | Vers de nouveaux horizons | A Moving Day                 | 22 septembre 2019    | 19 juillet 2019      | 320        |
| 59 | 20 | Dernière danse            | We Were Here                 | 22 septembre 2019    | 26 juillet 2019      | 321        |

## Accueil

### Critiques
La série est très bien accueillie par le public grâce aux sujets traités qui correspondent à ce que peuvent vivre de jeunes adolescents dans la vraie vie comme la grossesse adolescente non prévue qui a donné naissance au rôle titre de la série, des troubles de l'apprentissage comme la dyslexie, des troubles anxieux, ou encore une bar mitzvah. C'est également la première série Disney Channel à présenter un jeune personnage gay dans sa distribution, ce qui a offert à la série une médiatisation considérable dans tous les pays du monde, les médias relatant cet événement comme étant « historique »,. La série est très bien accueillie sur le site agrégateur de critiques Rotten Tomatoes, recueillant 92% de critiques positives.

### Audiences
La série a été la plus regardée par les jeunes filles aux États-Unis sur sa période de diffusion, ainsi que la plus regardée par tous les enfants de 6 à 14 ans en général. L'introduction de la notion de coming out dans la saison 2 de la série a permis d'augmenter les audiences sur les premiers épisodes de celle-ci, ainsi que d'acquérir un audimat plus mûr.
Cependant, depuis le retour de la série pour la deuxième partie de la saison 2 le 4 juin 2018, les audiences de la série ne cessent de chuter, sans doute en raison du changement du jour de diffusion, passant du vendredi soir au lundi soir. Le quinzième épisode de cette saison intitulé Une journée de rêve a été pour la première fois de la série regardé par moins d'un million de téléspectateurs, recensant que 950 000 personnes devant l'épisode. À ce jour, l'épisode qui a enregistré la meilleure audience est le dernier épisode de la première saison intitulé La meilleure des surprises avec 1,94 million de téléspectateurs, tandis que le 19e épisode de la saison 3 intitulé Something to Talk-A-Boot a enregistré la pire audience avec seulement 590 000 téléspectateurs devant leur écran.
Le lancement de la troisième saison le 8 octobre 2018 a reçu la pire audience pour un lancement de saison en ce qui concerne cette série en ne recensant que 900 000 téléspectateurs devant leur écran soit 720 000 téléspectateurs de moins que pour le lancement de la saison 2. Par comparaison, cette audience est inférieure au lancement de la troisième saison de la série Frankie et Paige sur la même chaine quelques semaines plus tôt. À noter aussi que le premier épisode de la saison 2 a été diffusé un vendredi soir sur Disney Channel, contrairement au premier épisode de cette saison 3 qui a été diffusé un lundi, de plus en pleine période scolaire.
À la suite de cette érosion des audiences, la chaîne a décidé de changer une nouvelle fois le jour de diffusion des épisodes inédits en revenant le vendredi soir à partir du 2 novembre 2018.
Finalement, la série se place sur une période très particulière en termes d'audience. Les jeunes générations se dirigeant de plus en plus vers les services de streaming comme Netflix, Hulu ou Amazon Prime, les audiences des chaînes américaines notamment celles de Disney Channel se retrouvent durement impactées par cette mutation. Les audiences de la chaîne étant de moins en moins bonnes, les audiences de la série se situent donc toujours dans la moyenne de la chaîne sur sa période de diffusion. Les audiences ne sont donc pas considérées comme catastrophiques, et la série peut toujours trouver un nouveau public avec l'arrivée prochaine du service de vidéo à la demande Disney+ en fin d'année.
| Saison | Épisodes | Lancement       | Lancement | Final           | Final     | Téléspectateurs (en moyenne) |
| Saison | Épisodes | Date            | Audience  | Date            | Audience  | Téléspectateurs (en moyenne) |
| ------ | -------- | --------------- | --------- | --------------- | --------- | ---------------------------- |
| 1      | 12       | 7 avril 2017    | 1 240 000 | 23 juin 2017    | 1 940 000 | 1 390 000                    |
| 2      | 25       | 27 octobre 2017 | 1 620 000 | 13 août 2018    | 1 050 000 | 1 180 000                    |
| 3      | 20       | 8 octobre 2018  | 900 000   | 26 juillet 2019 | 650 000   | 720 000                      |

### Récompenses et nominations
La série a été nommée pour plusieurs cérémonies et a eu deux récompenses. Une dans la catégorie Outstanding Kids & Family Programming aux GLAAD Media Awards, et Television with a Conscience par l'Academy of Television Arts and Sciences.
| Année | Cérémonie                               | Récompense                            | Travail nommé                                  | Résultat   |
| ----- | --------------------------------------- | ------------------------------------- | ---------------------------------------------- | ---------- |
| 2018  | GLAAD Media Awards                      | Outstanding Kids & Family Programming | Andi Mack                                      | Lauréat    |
| 2018  | British LGBT Awards                     | Media Moment of the Year              | Cyrus fait son coming out dans Andi Mack       | Nomination |
| 2018  | Peabody Awards                          | Children's & Youth Programming        | Andi Mack                                      | Nomination |
| 2018  | Academy of Television Arts and Sciences | Television with a Conscience          | Andi Mack                                      | Lauréat    |
| 2019  | Writers Guild Awards                    | Children's Episodic and Specials      | "La capsule temporelle" de Jonathan S. Hurwitz | Nomination |
| 2019  | GLAAD Media Awards                      | Outstanding Kids & Family Programming | Andi Mack                                      | Nomination |
| 2019  | NAMIC Vision Awards                     | Children's                            | Andi Mack                                      | Nomination |

### Controverse et censure
La série a été censurée au Kenya par la Kenya Film Classification Board, critiquée par la division One Million Moms de l'American Family Association, et volontairement déprogrammée dans le Moyen-Orient et l'Afrique à cause de "sensibilités culturelles" dues à l'homosexualité du personnage de Cyrus,,.